# Assemblea de Docents de les Illes Balears

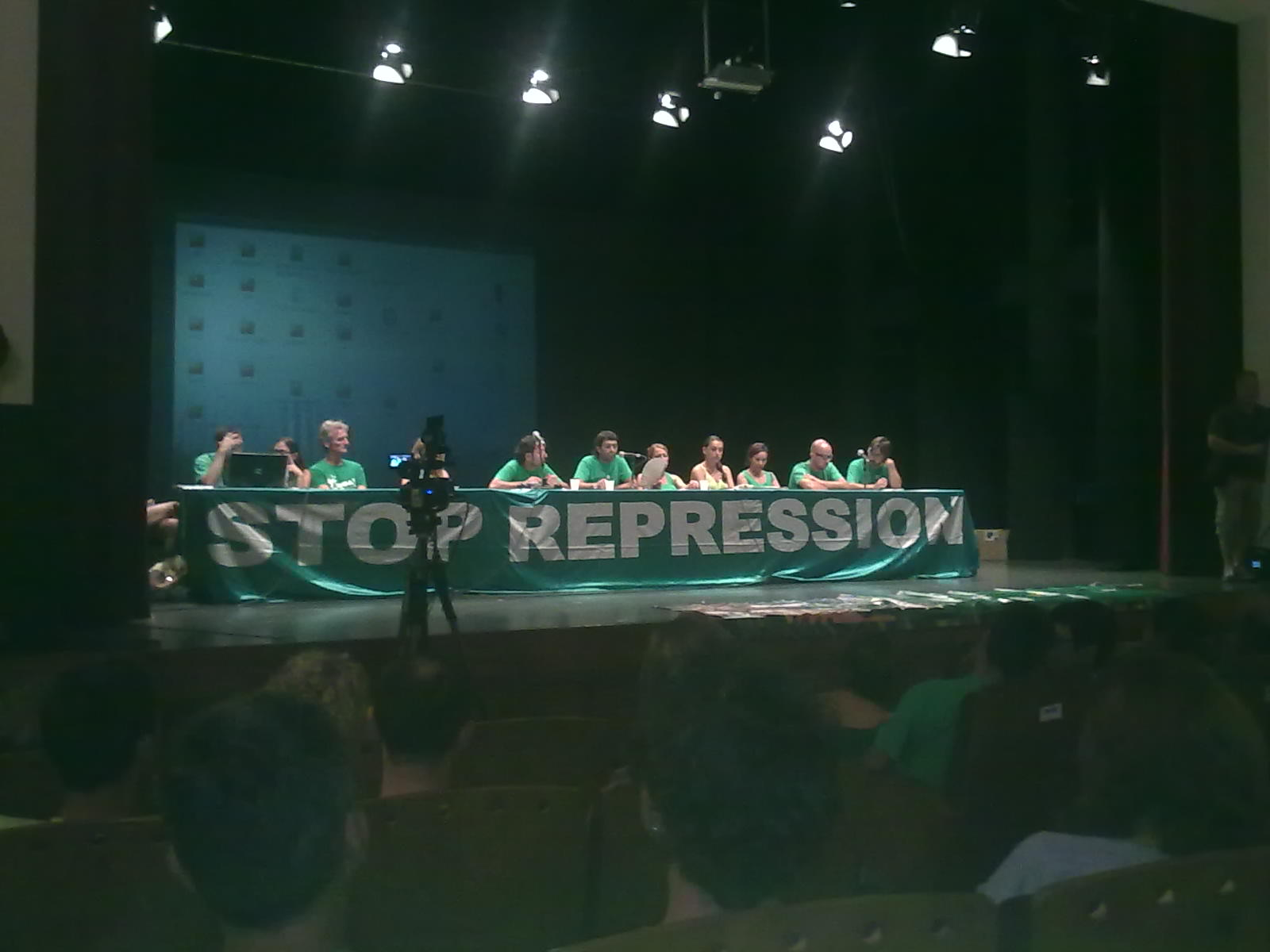
Assemblea de docents. 29 d'agost de 2014 a Porreres

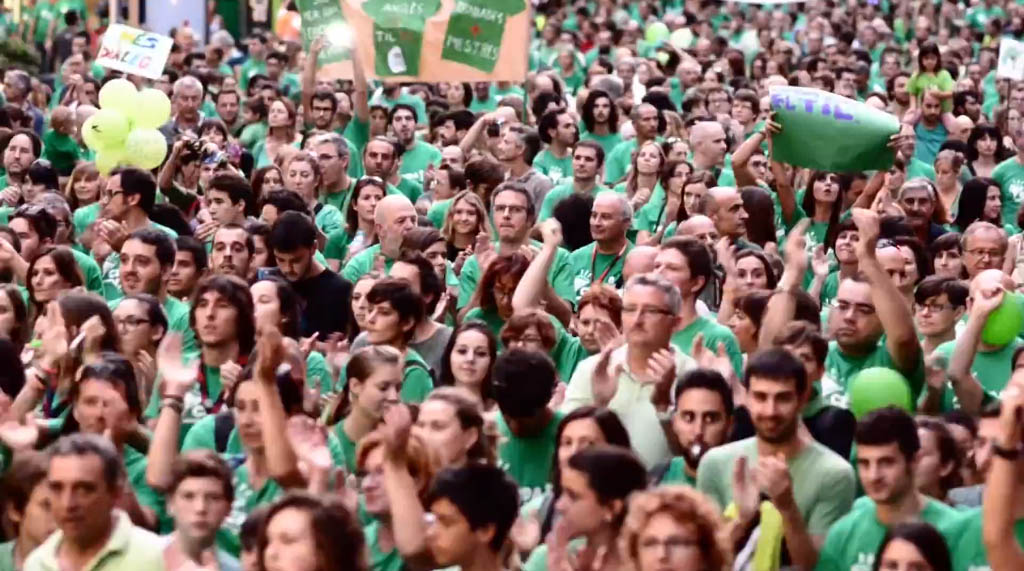
Manifestació del 29 de setembre de 2013

L'Assemblea de Docents de les Illes Balears és un col·lectiu de mestres i professors que es constituí a principis del 2013 per tal d'oposar-se a les polítiques educatives del Govern Balear dirigit per José Ramón Bauzá. Entre les seves reivindicacions hi havia la retirada del decret de TIL, del projecte de decret de Convivència i de la llei de símbols, la millora de les beques de transport i menjador, la recuperació de les plantilles i de les ràtios anteriors a les retallades, les substitucions immediates de les baixes, la remuneració total de les baixes, el pagament dels mesos de juliol i agost als interins i d'altres millores laborals i salarials. Fou la impulsora de la vaga indefinida que durà tres setmanes de principi del curs 2013-2014 i de la manifestació de dia 29 de setembre del 2013, que és considerada la major de la història de les Illes Balears.
L'entitat ha rebut diversos guardons per la seva tasca com el Premi Gabriel Alomar i Villalonga dels Premis 31 de desembre 2013 o el premi Martí Gasull 2014. Els seus portaveus són Iñaki Aicart i Guillem Barceló. Un militant destacat fou Jaume Sastre, que el maig i el juny de 2014 feu una vaga de fam indefinida de quaranta dies per tal de reclamar diàleg al president Bauzà. El juliol del 2014 nasqué un sindicat per defensar les propostes de l'assemblea.